# Eduardo Iturrizaga
Eduardo Iturrizaga Bonelli (Caracas, 1º novembre 1989) è uno scacchista venezuelano naturalizzato spagnolo.
Nel 2008 è diventato il primo venezuelano ad ottenere il titolo di Grande Maestro. Nel gennaio 2021 si è trasferito in Spagna e da allora gioca per la federazione scacchistica spagnola.

## Principali risultati
Cinque volte vincitore del Campionato venezuelano (2005, 2006, 2007, 2008, 2009 e 2019). 
Due volte vincitore del Campionato spagnolo (2021 e 2022).
Con la nazionale del Venezuela ha partecipato a 8 edizioni delle Olimpiadi degli scacchi, ottenendo complessivamente il 63,8% dei punti. Alle Olimpiadi di Torino 2006 ha vinto la medaglia di bronzo individuale in prima scacchiera.
Ha partecipato alla Coppa del Mondo di scacchi nel 2007, 2009, 2013, 2015 e 2019.
Ha ottenuto il suo più alto rating FIDE in aprile 2017, con 2671 punti Elo.
Ha dichiarato di considerare Bobby Fischer come il miglior giocatore di sempre e di ammirare lo stile di gioco di Levon Aronian.